# Simsbury Center
Simsbury Center is een plaats (census-designated place) in de Amerikaanse staat Connecticut, en valt bestuurlijk gezien onder Hartford County.

## Demografie
Bij de volkstelling in 2000 werd het aantal inwoners vastgesteld op 5603.

## Geografie
Volgens het United States Census Bureau beslaat de plaats een oppervlakte van
11,6 km², geheel bestaande uit land.

## Plaatsen in de nabije omgeving
De onderstaande figuur toont nabijgelegen 'incorporated' en 'census-designated' plaatsen in een straal van 16 km rond Simsbury Center.

## Geboren
- Gifford Pinchot (1865-1946), gouverneur van Pennsylvania (1923-1927, 1931-1935) en eerste directeur (Chief) van de United States Forest Service